# Hugo z Lincoln
Hugo z Lincoln, Hugo z Avalon (ur. 1140 w Avalon, zm. 16 listopada 1200 w Londynie) – święty Kościoła katolickiego, biskup diecezji Lincoln w hrabstwie Lincolnshire.

## Życiorys
Urodził się w zamku Avalon (obecnie w departamencie Izery), ale od ósmego roku życia jego wychowanie powierzono kanonikom z Villard-Benoit (obecnie Pontcharra). W 1158 r. uzyskał pierwszy stopnień święceń wyższych i wkrótce przeniesiony został do Saint-Maximin, a następnie do Wielkiej Kartuzji.
W 1179 roku powierzono mu organizację życia zakonnego kartuzów w Anglii. Działalność rozpoczął na terenie ufundowanej przez króla Henryka II kartuzji w Witham, powstałej dla odkupienia morderstwa dokonanego przez tego władcę na Tomaszu Beckecie. Obsadził wakujące stanowiska w opactwach i biskupstwach.
Wpłynął na polepszenie stosunków dworu z Kościołem i dzięki zdobytemu autorytetowi i zaufaniu pozbawił Henryka II prawa nadawania majątków kościelnych dworzanom, a także wystąpił przeciwko podatkom narzuconym przez Ryszarda Lwie Serce. Już jako biskup Lincoln (od 1186 r.) w swej pracy apostolskiej zwalczał przejawy symonii, ignorancji wśród kleru i ludu. W imieniu Jana bez Ziemi prowadził owocne negocjacje z królem Francji Filipem Augustem. Zmarł po powrocie do Anglii, a w jego pogrzebie uczestniczyli władcy Anglii i Szkocji.
Zapamiętany został jako kaznodzieja, znany z troski o chorych i trędowatych, których odwiedzał, oraz z obrony Żydów przed pogromami.
6 października 1280 dokonano translacji ciała świętego, ale w 1288 roku odkryto brak relikwii. W miejscu pochówku miały znajdować się tylko szaty biskupa.
Kult świętego zatwierdził w 1220 roku papież Honoriusz III. Wspomnienie liturgiczne przypada na dzień 17 listopada.